# Capure
Capure est une localité du Venezuela, capitale de la paroisse civile de Luis Beltrán Prieto Figueroa de la municipalité de Pedernales dans l'État de Delta Amacuro. Située dans le delta de l'Orénoque et sur la rive orientale du caño Angostura, l'un de ses défluents, elle fait face à Pedernales, chef-lieu de la municipalité, située sur la rive occidentale. Elle abrite par ailleurs l'aéroport de Pedernales.

## Géographie
La localité est située dans le delta de l'Orénoque.